# Голдън
Голдън (на английски: Golden) е град в окръг Джеферсън, щата Колорадо, САЩ. Голдън е с население от 20 571 жители (2017) и обща площ от 23,3 km². Намира се на 1729,74 m надморска височина. ЗИП кодът му е 80400-80499, а телефонният му код е 303, 720.

## Побратимени градове
- Велико Търново, България